# گیرت جان درکسن
گیرت جان درکسن (انگلیسی: Geert-Jan Derksen؛ زادهٔ ۲ مهٔ ۱۹۷۵) قایقران روئینگ اهل پادشاهی هلند است.